# قائمة أكبر شركات التقنية العالمية
هذه قائمة بأكبر شركات التكنولوجيا في العالم حسب الإيرادات. وتشمل هذه القائمة الشركات التي ترتبط نشاطاتها التجارية بصناعة التكنولوجيا وذلك يشمل: عتاد الحاسوب، البرمجيات، الإلكترونيات، أشباه الموصلات، معدات الاتصالات، الإنترنت، التجارة الإلكترونية، تقنية المعلومات. وتقتصر هذه القائمة على الشركات التي تتجاوز عائداتها السنوية 50 مليار دولار أمريكي.

## القائمة
جميع القيم النقدية هي بالمليار دولار الأمريكي.
| الترتيب | اسم الشركة       | اسم الشركة         | الصناعة                                     | الإيرادات | السنة المالية | عدد الموظفين | القيمة السوقية | المقرات                                   | مراجع  |
| ------- | ---------------- | ------------------ | ------------------------------------------- | --------- | ------------- | ------------ | -------------- | ----------------------------------------- | ------ |
| 1       | الولايات المتحدة | أبل                | الأجهزة النقالة، الحوسبة الشخصية، البرمجيات | $233.7    | 2015          | 115,000      | $534.2         | كوبيرتينو، كاليفورنيا، الولايات المتحدة   | [ 2 ]  |
| 2       | كوريا الجنوبية   | إلكترونيات سامسونج | الأجهزة النقالة، أشباه الموصلات، إلكترونيات | $177.4    | 2015          | 319,000      | $142.3         | سوون، كوريا الجنوبية                      | [ 3 ]  |
| 3       | تايوان           | فوكسكون            | تصنيع المكونات الأصلية                      | $141.2    | 2015          | 1,300,000    | $32.15         | تايبيه الجديدة، تايوان                    | [ 4 ]  |
| 4       | الولايات المتحدة | أمازون             | تسوق عبر الإنترنت، الحوسبة السحابية         | $107.0    | 2015          | 230,800      | $250.0         | سياتل، واشنطن، الولايات المتحدة           | [ 5 ]  |
| 5       | الولايات المتحدة | شركة إتش بي + HPE  | الحواسيب الشخصية، الطابعات، حلول الأعمال    | $103.3    | 2015          | 287,000      | $50.2          | بالو ألتو، كاليفورنيا، الولايات المتحدة   | [ 6 ]  |
| 6       | الولايات المتحدة | مايكروسوفت         | البرمجيات، عتاد الحاسوب                     | $93.58    | 2015          | 118,584      | $412.5         | ريدموند، واشنطن، الولايات المتحدة         | [ 7 ]  |
| 7       | الولايات المتحدة | آي بي إم           | خدمات الحوسبة، عتاد الحاسوب                 | $82.46    | 2015          | 379,592      | $121.0         | أرمونك، نيويورك، الولايات المتحدة         | [ 8 ]  |
| 8       | الولايات المتحدة | ألفابت             | الإنترنت، البرمجيات                         | $74.99    | 2015          | 61,814       | $507.6         | ماونتن فيو، كاليفورنيا، الولايات المتحدة  | [ 9 ]  |
| 9       | الولايات المتحدة | ديل تكنولوجيز      | الحواسيب الشخصية، حلول الأعمال              | $74.0     | 2015          | 140,000      | N/A            | أوستن، تكساس، الولايات المتحدة            | [ 10 ] |
| 10      | اليابان          | سوني               | الحوسبة الشخصية، الأجهزة الإلكترونية        | $67.51    | 2015          | 131,700      | $27.6          | طوكيو، اليابان                            | [ 11 ] |
| 11      | اليابان          | باناسونيك          | الأجهزة والمكونات الإلكترونية               | $62.92    | 2015          | 254,084      | $20.4          | أوساكا، اليابان                           | [ 12 ] |
| 12      | الصين            | هواوي              | الإتصالات ومعدات الشبكات                    | $62.85    | 2015          | 170,000      | N/A            | شنجن، الصين                               | [ 13 ] |
| 13      | الولايات المتحدة | إنتل               | أشباه الموصلات                              | $55.35    | 2015          | 106,700      | $138.4         | سانتا كلارا، كاليفورنيا، الولايات المتحدة | [ 14 ] |
| 14      | كوريا الجنوبية   | إل جي إلكترونيكس   | إلكترونيات                                  | $50.00    | 2015          | 77,000       | $8.8           | سول، كوريا الجنوبية                       | [ 15 ] |